# Heteropogon pyrinus
Heteropogon pyrinus là một loài ruồi trong họ Asilidae. Heteropogon pyrinus được Hermann miêu tả năm 1906.